# Škoda 150
A Škoda 150 csehszlovák gyártmányú 1,5 tonna teherbírású tehergépkocsi, melyet 1939–1942 között gyártott a Mladá Boleslav-i Autóipari Részvénytársaság (ASAP). A második világháború utáni években Aero 150 és Praga A 150 jelzéssel más gyáraknál is készült.

## Története
A tehergépkocsi a Škoda 100 konstrukcióján alapul, a motor és az erőátvitel a Škoda Favorit 2000 OHV-ból származik. 1939-ben indult el a sorozatgyártása az Autóipari Részvénytársaságnál, majd a német megszálló hatóságok 1942-en leállították azt. Addig 182 darab készült három gyártási sorozatban.
A második világháború után újraindították a sorozatgyártását, de nem már Škodánál. 1946–1947-ben az Aero repülőgépgyár Aero 150 jelzéssel gyártotta. Majd a gyártást áthelyezték Letňanyba, a Praga gyárba. Ott a kissé módosított járművet Praga A 150 jelzéssel gyártották 1951-ig. A jármű előállításában más gyárak is részt vettek, a brnói Zbrojovka valamint az AZNP vrchlabí üzeme is szállított részegységeket a járműhöz. A második világháború után az Aero és Praga összesen kb. 3470 darabtor gyártott a modellből.
Miután 1951-ben befejezték a gyártását, hosszú ideig nem készült hasonló teherbírású könnyű tehergépkocsi Csehszlovákiában. Ez idő alatt főleg az importált Robur tehergépkocsikat alkalmazták. A Škoda 150 kategóriájának megfelelő járművet csak az 1960-as évek végétől gyártott ismét a csehszlovák járműipar, ez az Avia A15 tehergépkocsi volt.
A platós alapváltozat mellett számos speciális változata is volt. Gyártották többek között zárt postai szállítóként, kisbuszként, és tűzoltóautó alvázául is szolgált.

## Műszaki jellemzői
A jármű alapját egy hagyományos létraalváz képezi, amely két U keresztmetszetű hossztartóból, és az ezekhez szegecseléssel rögzített kereszttartókból áll. Hátsó tengelye merev, laprugókkal kapcsolódik az alvázhoz Első futóműve az abban az időben tehergépkocsinál szokatlan módon független kerékfelfüggesztésű. Az első kerekeknél hidraulikus lengéscsillapítók találhatók. Minden keréken hidraulikus működtetésű dobféket kapott.
A jármű vezetőfülke vegyes építésű. Vázszerkezete fából készült, a burkolata acéllemezből. A vezetőfülkében egy teljes szélességben végighúzódó kétrészes ülés található. Az ülés alatt helyezkedik el a 65 literes üzemanyagtartály, az akkumulátorok és egy szerszámtároló.
A járműbe az Škoda Favorit 2000 OHV-ben is használt 2091 cm³ hengerűrtartalmú négyhengeres, vízhűtéses Škoda 923 típusú benzinmotort építették. A motorblokk és a hengerfej egyaránt öntöttvasból készült, a motor perselyes kialakítású. A dugattyúk furata 80 mm, lökete 104 mm, a kompresszióviszony 1:6,17-es. A motor maximális teljesítménye 3200 1/perces fordulatszám mellett 38 kW (52 LE). A motort egy Solex 32 BIP típusú, esőáramú karburátorral látták el.
Tengelykapcsolója száraz, egytárcsás. A váltó négy előremeneti fokozattal és egy hátrameneti fokozattal rendelkezik. egyik fokozat sem szinkronizált. A kardántengelyes hajtás köti össze a hátsó híddal. 
Elektromos rendszere az első gyártási sorozatban járműveinél még 6 V-os volt, a későbbi járműveknél már 12 V-os volt. A járműbe egy 130 W teljesítményű PAL-Magneton 130 W generátort építettek be. Az akkumulátor kapacitása 45 Ah. Indítómotorja szintén PAL-Magneton gyártmányú.

## Galéria

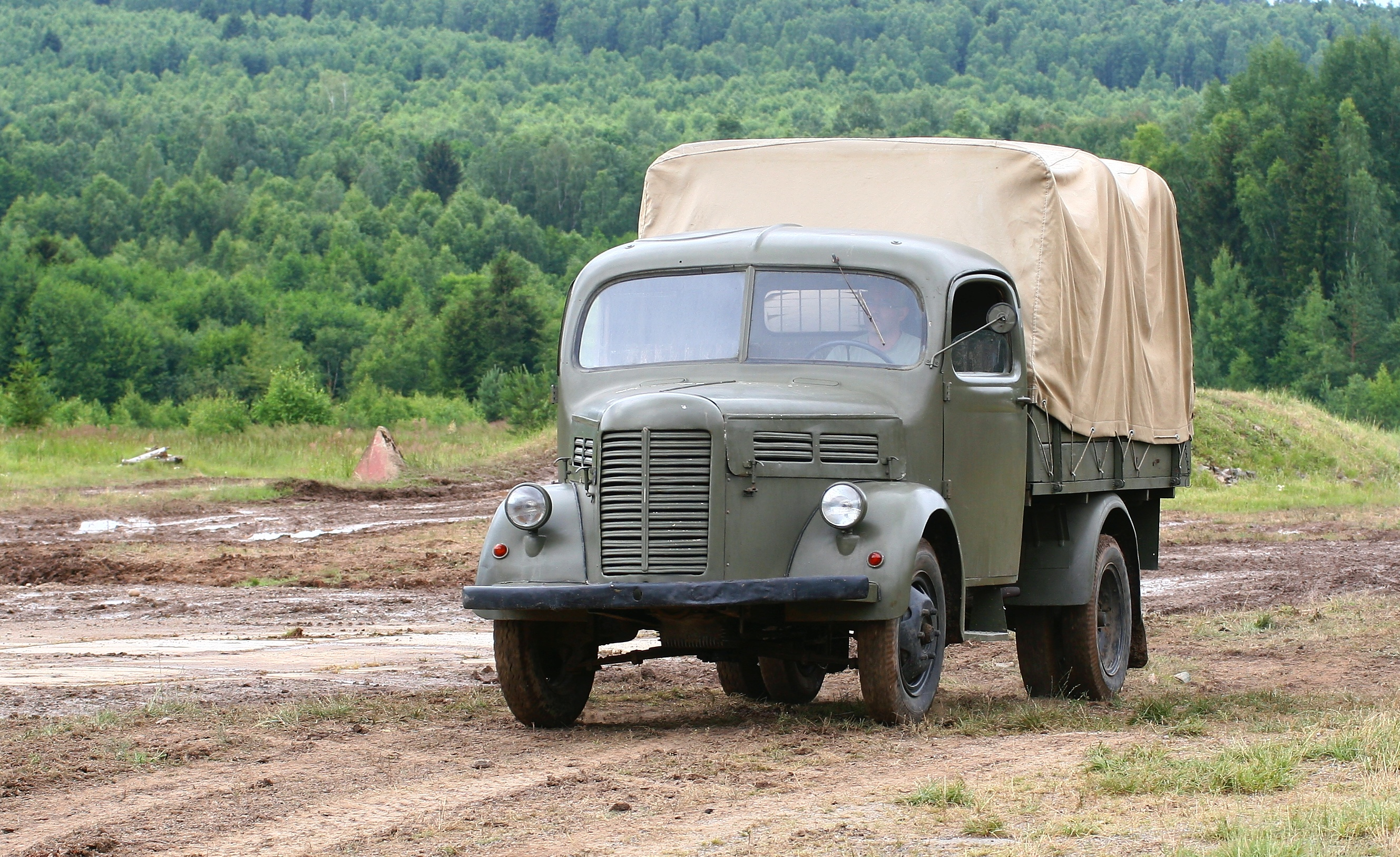
Katonai járműként
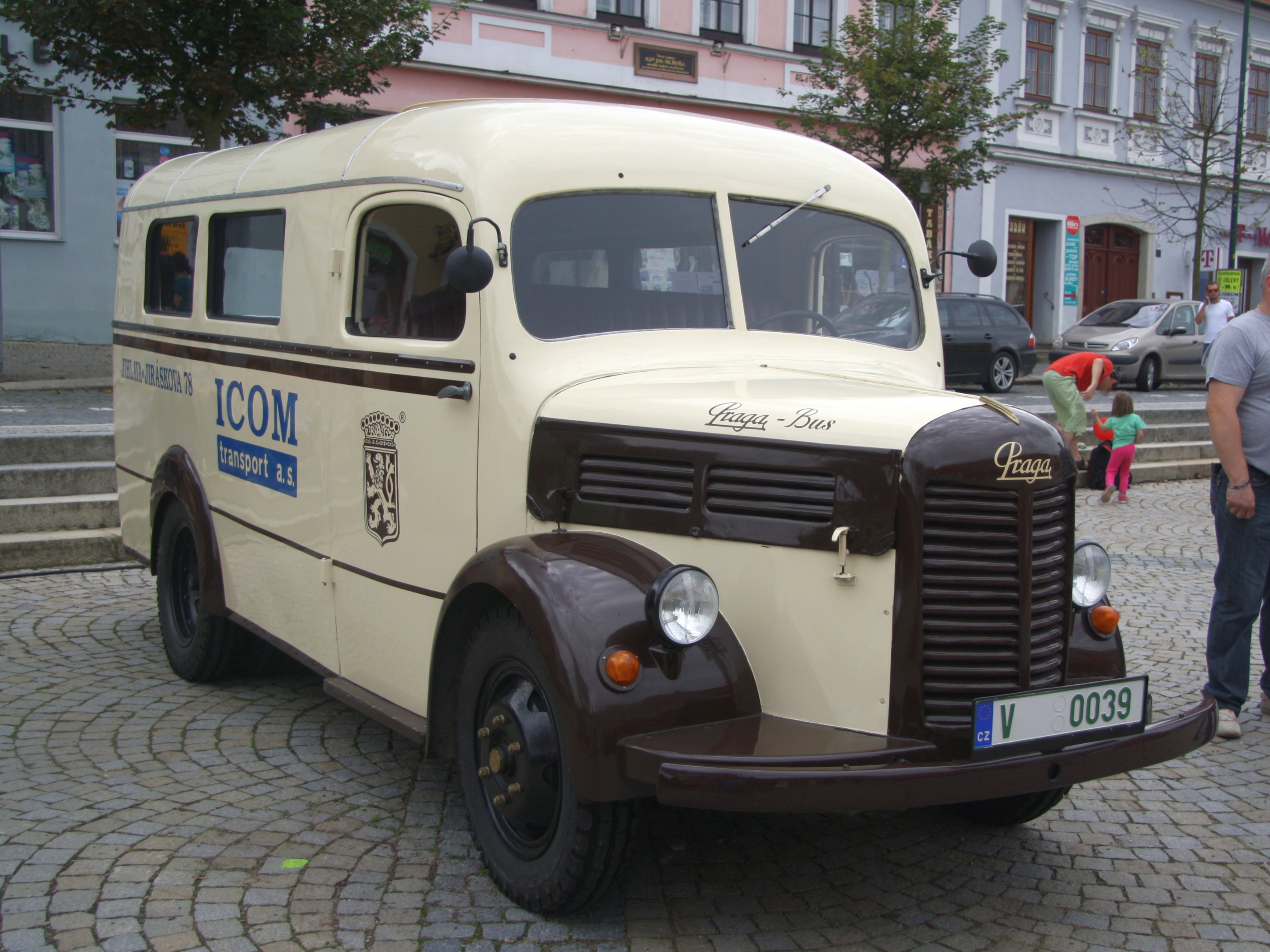
Praga 150 kisbusz
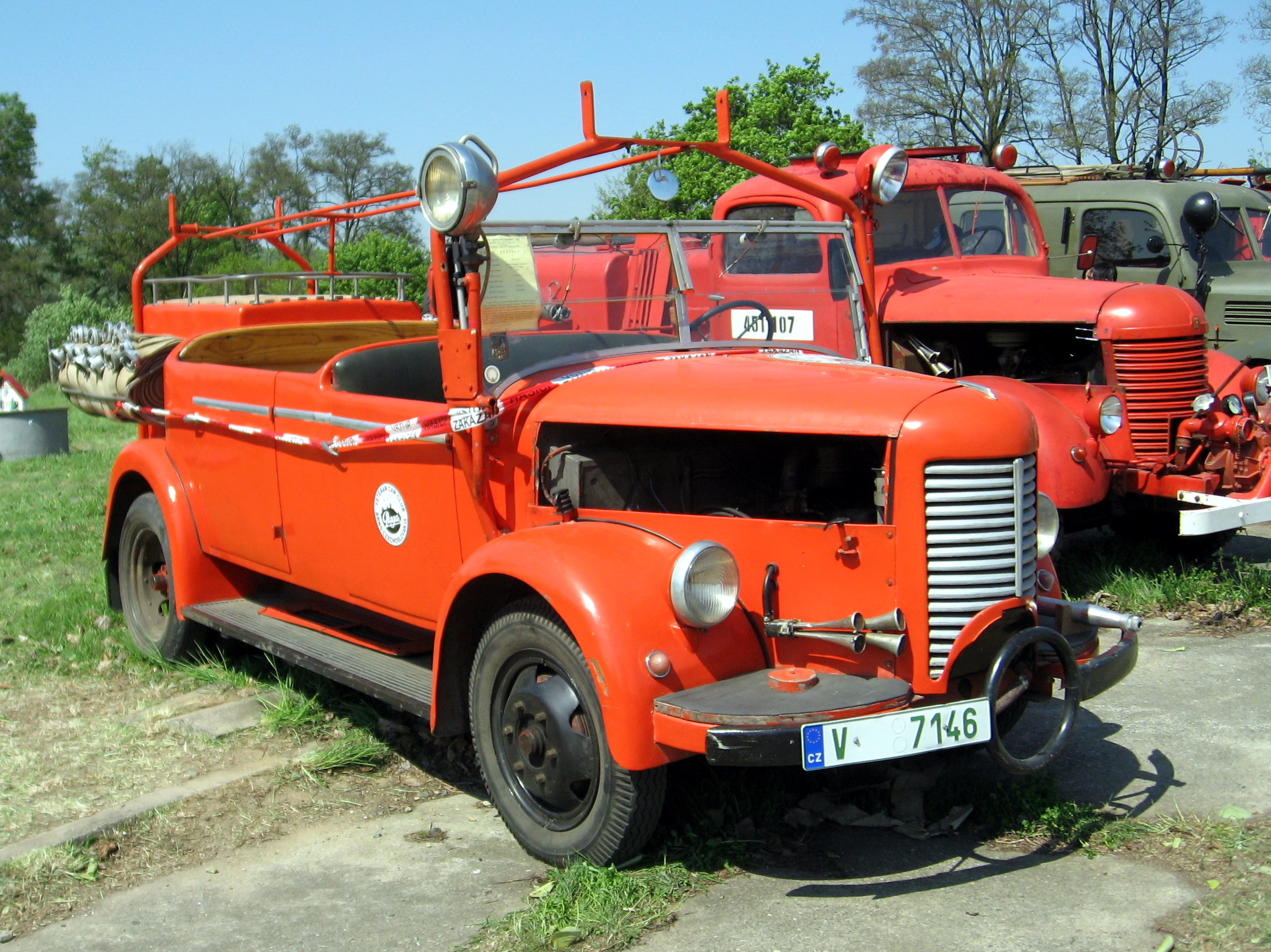
Tűzoltó gépkocsi változat
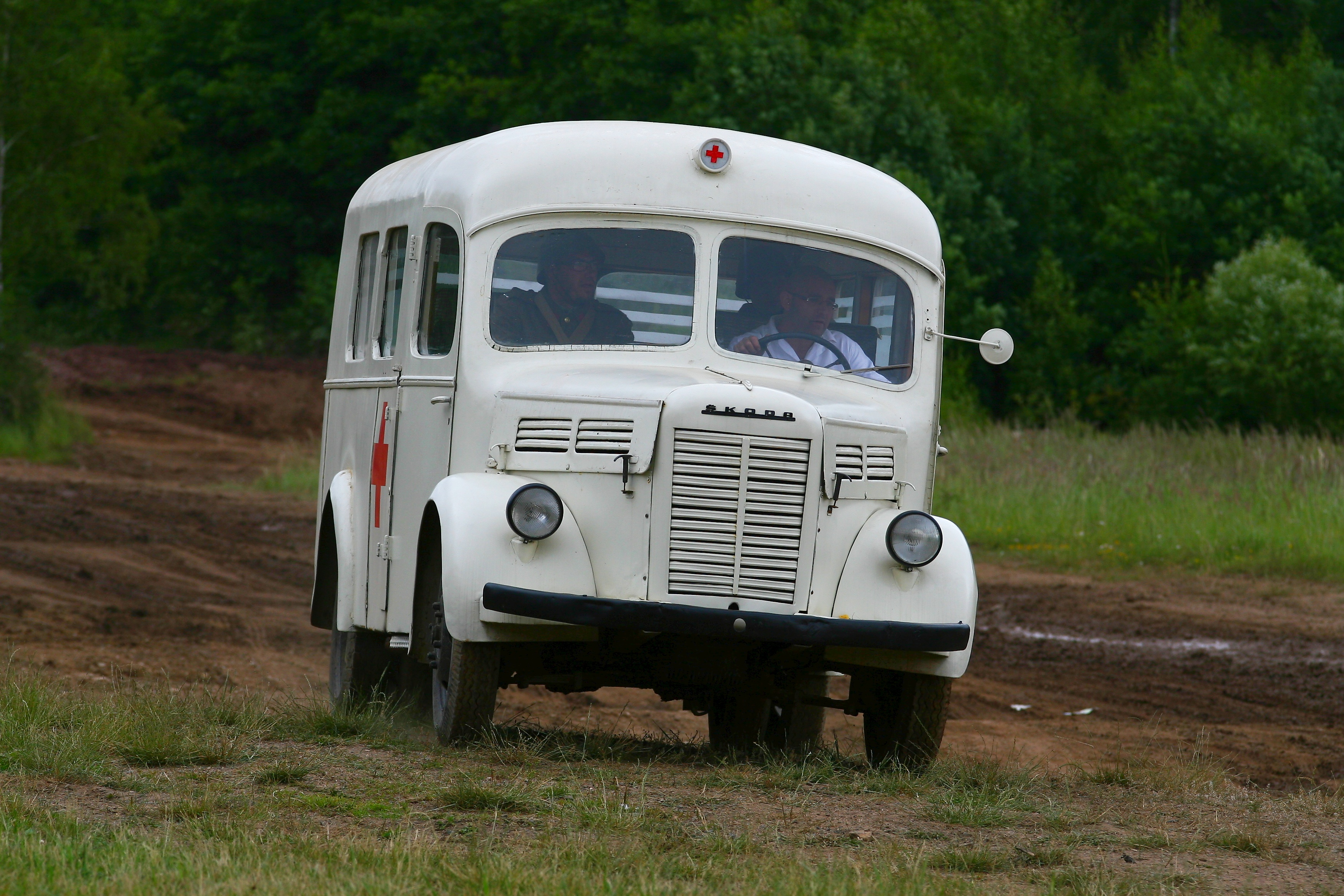
Mentő változat a második világháború előtti időszakból